# Zamach na Sri Lance 15 czerwca 2006
15 czerwca 2006 w wyniku wybuchu miny zginęły 64 osoby podróżujące autobusem niedaleko miejscowości Anuradhapura. Według rzecznika armii pułkownika Prasada Samarasinghe'a wśród zabitych są kobiety i dzieci. Według rządu Sri Lanki atak przeprowadziła terrorystyczna organizacja Tamilskie Tygrysy, ale informacji tej nie potwierdziła sama organizacja twierdząc, że "atak mógł być dziełem sił dążących do wywołania napięć etnicznych między zamieszkującą Sri Lankę ludnością syngaleską a tamilską" i "Tamilskie Tygrysy potępiają wszystkie formy zamachów skierowane przeciwko ludności cywilnej".
Pomimo zaprzeczeń "Tygrysów" lotnictwo Sri Lanki wykonało serię ataków na ich pozycje.